# La Ville des prodiges (film)
Pour plus de détails, voir Fiche technique et Distribution.
La Ville des prodiges (La ciudad de los prodigios) est un film espagnol réalisé par Mario Camus, sorti en 1999.

## Synopsis
Onofre Bouvila arrive à Barcelone au moment de l'Exposition universelle de 1888 et rencontre Delfina, une anarchiste.

## Fiche technique
- Titre : La Ville des prodiges
- Titre original : La ciudad de los prodigios
- Réalisation : Mario Camus
- Scénario : Mario Camus, Esther Cases, Olivier Rolin d'après le roman La Ville des prodiges de Eduardo Mendoza
- Dialogues : Gustau Hernández Mor
- Musique : Jean-Marie Sénia
- Photographie : Acácio de Almeida
- Montage : José María Biurrun
- Production : Joan Antoni González
- Société de production : France 3 Cinéma et Société Française de Production
- Pays :  Espagne,  France et  Portugal
- Genre : drame, romance et historique
- Durée : 156 minutes
- Dates de sortie : 
  - Espagne : 28 mai 1999
  - France : 7 février 2001

## Distribution
- Olivier Martinez : Onofre Bouvila
- Emma Suárez : Delfina
- François Marthouret : Braulio
- Loquillo : Efrén Castells
- Tony Isbert : Odón Mostaza
- Joaquín Díaz : Humbert Figa
- Francesc Garrido : Joan Sicart
- Ramón Langa : le marquis Ut
- Diogo Dória : Santiago Beltall
- Montserrat Carulla : Micaela Castro
- Lluís Homar : le père Onofre
- Héctor Colomé : Alexandre Canals
- Isabel Rocatti : la mère Onofre
- Boris Ruiz : Puncella
- Marián Aguilera : Margarita Figa
- Albert Forner : Boix
- Alberto San Juan : Pablo
- Amparo Moreno : Mme. Diana María

## Distinctions
Le film a été nommé pour le prix Goya des meilleurs effets spéciaux.